# Hèsties
Hèsties (en llatí Hestiaea, en grec antic Ἑστιαῖα) fou una intel·ligent dama alexandrina que es va dedicar a la literatura. Els seus estudis buscaven explicar els poemes d'Homer.
Estrabó, citant l'autoritat de Demetri d'Escepsis, diu que va escriure un tractat sobre el lloc on es trobava la ciutat homèrica de Troia i la seva posició a la plana descrita a la Ilíada on es van desenvolupar les principals batalles. L'obra, segons alguns autors, portava el títol de Ἑστιαῖα ἡ γραμματική, títol que cita Fabricius.